# سحلب بشري
السحلب البَشَري أو خِرَاص أو خَرَّاص (باللاتينية: Orchis anthropophora) نوع نباتي ينتمي إلى جنس السحلب من الفصيلة السحلبية.

## الموئل والانتشار
موطن هذا النوع بلاد الشام والمغرب العربي وقبرص وتركيا وجنوب أوروبا وغربها.

## مرادفات للاسم العلمي
- (باللاتينية: Aceras anthropomorphum (Pers.) Sm.)
- (باللاتينية: Aceras anthropophorum (L.) R.Br.)
- (باللاتينية: Aceras anthropophorum (L.) W.T. Aiton)
- (باللاتينية: Aceras anthropophorum (L.) Sm.)
- (باللاتينية: Aceras anthropophorum var. angustatum Rouy)
- (باللاتينية: Aceras anthropophorum f. angustatum (Rouy) Maire 		)
- (باللاتينية: Aceras anthropophorum f. apiculatum Höppner)
- (باللاتينية: Aceras anthropophorum var. latior Rouy)
- (باللاتينية: Aceras anthropophorum f. latior (Rouy) Maire)
- (باللاتينية: Aceras anthropophorum f. purpurata Balayer)
- (باللاتينية: Arachnites anthropophorus (L.) F.W.Schmidt)
- (باللاتينية: Himantoglossum anthropophorum (L.) Spreng.)
- (باللاتينية: Loroglossum anthropophorum (L.) Rich.)
- (باللاتينية: Loroglossum brachyglotte Rich.)
- (باللاتينية: Ophrys anthropomorpha Willd.)
- (باللاتينية: Ophrys anthropophora L.)
- (باللاتينية: Satyrium anthropomorphum Pers. [Spelling variant])
- (باللاتينية: Satyrium anthropophorum (L.) Pers.)
- (باللاتينية: Serapias anthropophora (L.) Jundz.)